# 宜都市第二高级中学
30°17′49″N 111°30′13″E / 30.29703°N 111.50370°E
宜都市第二高级中学，简称宜都二中，是位於湖北省宜都市枝城鎮的一所高級中學 

## 歷史沿革
- 民國元年（1912年）：私立武昌荊南中學創立於湖北武昌牙厘局街；
- 民國26年（1937年）：抗日戰爭中為避戰亂遷至時任校長張春霆的故鄉枝江縣縣城（枝城鎮），選址於清朝同治年間的“丹陽書院”舊址。 枝江縣中心小學併入學校，新校又名“丹陽書院”；
- 民國28年（1939年）8月：因枝江縣城遭日軍機轟炸，學校遷往架鍋山（今枝城鎮架鍋山村）；
- 民國32年（1943年）：枝江縣淪陷，再遷入湖北省政府臨時駐地恩施县；
- 民國34年（1945年）：抗戰勝利後校長張春霆 在架鍋山組織招生開學時亦在縣城原校址重建校舍；
- 民國38年（1949年）：為枝江縣立中學，三立中學、丹陽中學併入；
- 1950年：易名為枝江初中，設初中部與初師部；
- 1954年：師範生停止招收；
- 1955年10月2日：枝江县并入宜都县，是為“湖北省宜都縣第二中學”；
- 1958年8月：首次招收高中生，學校成為宜都縣第二所完全中學；
- 1960年9月：枝城小學併入，學校易名為“宜都縣十年一貫制第二試驗學校”，兩年後因小學分設，校名復為“湖北省宜都縣第二中學”；
- 1981年9月：停止招收初中生；
- 1985年：高中改制後成為普通高中學校；
- 1988年：更名為枝城市第二高級中學；
- 1998年：更名為宜都市第二高級中學（簡稱宜都二中）。

## 歷史校長
1. 張春霆
2. 魯枝生
3. 淡暢先
4. 李綬璽